# Compre Baton
Compre Baton foi um comercial de televisão veiculado no Brasil durante a década de 1990 pela produzida pela W/Brasil para a empresa Chocolates Garoto. No comercial, considerado um clássico e polêmico comercial, uma menina interpretava uma ilusionista tentando hipnotizar o telespectador com um chocolate Baton sendo utilizado como pêndulo, repetindo insistentemente a frase “compre Baton, compre Baton, seu filho merece Baton”. A campanha, criada pelo publicitário brasileiro Washington Olivetto, foi considerada manipuladora e acabou censurada pelo Conar.

## Leituras adicionais
- LONGHINI, Letícia. Relações Semióticas No Texto Publicitário: Caso Batom.